# Rock Believer
《Rock Believer》는 독일의 록 밴드 스콜피온스의 열아홉 번째 스튜디오 음반으로, 2022년 2월 22일, 영국에서, 2월 25일, 다른 곳에서 발매되었다. 이는 2016년 제임스 코탁을 대체한 드러머 미키 디가 참여한 밴드의 첫 스튜디오 음반이자, 《Return to Forever》 (2015년) 이후 7년 만의 스튜디오 음반으로, 스튜디오 음반 간 가장 긴 공백 기간이 된다.

## 배경 및 제작
스콜피언스는 밴드가 50주년을 기념한 《Return to Forever》를 지원하기 위해 1년 이상 투어를 했고, 2016년 12월 음반의 투어 순환이 끝나기 약 3개월 전에 드러머 제임스 코탁이 밴드에서 해고되었고 미키 디가 그의 후임으로 공식 발표되었다. 스콜피언스는 3년 더 순회공연을 했고, 2018년 8월 기타리스트 루돌프 쉥커가 디지털 저널에 "우리는 여전히 주다스 프리스트와 메탈리카처럼 다른 음반을 만들 영감을 기다리고 있다. 때가 올 때까지 기다려야 한다고 말했다. 2019년 5월, 프런트맨 클라우스 마이네는 "2020년에 새로운 음반이 나올 수도 있다"고 암시했다.
《Rock Believer》의 진행은 빠르면 2019년 초에서 중반에 걸쳐 시작되었고, 2020년 7월 하노버의 페퍼민트 파크 스튜디오에서 녹음 세션이 시작되어 다음 여름/가을 즈음에 마무리되는 등 거의 3년 동안 서서히 형태를 잡아왔다. 세션은 로스앤젤레스에서 열릴 예정이었으나 코로나19 범유행으로 인해 밴드는 독일에서 원격으로 음반을 녹음하게 되었고, 프로듀서 그레그 피델만은 줌을 통해 참여했다. 그러나 2021년 3월 머신 헤드의 롭 플린과의 인터뷰에서 디는 스콜피언스가 팬데믹 때문에 피델만과 협력할 계획을 취소해야 했다고 밝혔다. 5개월 후, 스콜피언스는 다가오는 투어를 위해 아직 타이틀이 없는 노래를 리허설하는 스튜디오의 비디오를 페이스북에 올렸다.
2021년 9월 29일, 밴드는 11월 4일 발매된 첫 싱글 〈Peacemaker〉와 함께 《Rock Believer》의 발매를 발표했으며, 월드 투어는 2022년 3월 네바다주 라스베이거스에서 9회 연속 콘서트를 시작으로 예정되어 있다.

## 반응
| 전문가 평가      | 전문가 평가 |
| 평가 점수        | 평가 점수   |
| 출처             | 점수        |
| ---------------- | ----------- |
| AllMusic         | [ 13 ]      |
| Blabbermouth.net | 8/10        |
| Classic Rock     | [ 15 ]      |
| Sputnikmusic     | 3.5/5       |

《Rock Believer》는 대부분 긍정적인 평가를 받았다. Blabbermouth.net의 제이슨 로치는 "록 아이콘들은 그들의 슈퍼스타의 정점을 부채질했던 많은 사운드들을 재방문합니다. 에너지와 곡예의 수준은 그러한 곡들이 피로감을 느끼지 않게 해주며, 아마도 여러 음반에서 처음으로 우리가 수십 년 동안 여러 포맷으로 재구매해 온 고전들 옆에 버티고 있는 몇 개의 노래도 있을 것입니다." 로치는 또한 "1972년 데뷔 음반 《Lonesome Crow》의 50주년 기념일에 밴드의 행동 방침은 단순히 그들이 그들의 존재 기간 동안 항상 최선을 다했던 것들을 하는 것이라는 밴드의 자신감에 대한 증거"라고 언급했고, "《Rock Believer》는 스콜피언스가 말년에 여전히 기억하기 쉬운 록 찬송가를 만들어낼 수 있다는 것을 상기시켜주는 위로의 역할을 합니다."

## 곡 목록
모든 곡들은 특별한 언급이 없는 한 클라우스 마이네와 루돌프 쉥커에 의해 작사/작곡하였다.
| #   | 제목                                    | 작사·작곡                                        | 재생 시간 |
| --- | --------------------------------------- | ------------------------------------------------ | --------- |
| 1.  | 〈Gas in the Tank〉                     |                                                  | 3:40      |
| 2.  | 〈Roots in My Boots〉                   |                                                  | 3:17      |
| 3.  | 〈Knock 'em Dead〉                      |                                                  | 4:11      |
| 4.  | 〈Rock Believer〉                       |                                                  | 3:57      |
| 5.  | 〈Shining of Your Soul〉                | 마이네, 쉥커, 그레그 핀델만                      | 3:57      |
| 6.  | 〈Seventh Sun〉                         | 마이네, 쉥커, 한스마틴 버프, 잉고 포우처, 피델만 | 5:30      |
| 7.  | 〈Hot and Cold〉                        | 마이네, 마티아스 얍스                            | 4:12      |
| 8.  | 〈When I Lay My Bones to Rest〉         |                                                  | 3:07      |
| 9.  | 〈Peacemaker〉                          | 마이네, 쉥커, 파베우 마치보다                    | 2:56      |
| 10. | 〈Call of the Wild〉                    |                                                  | 5:20      |
| 11. | 〈When You Know (Where You Come From)〉 |                                                  | 4:22      |